# لويس ياكوبي
لويس ياكوبي (بالألمانية: Louis Jacoby)‏ هو أستاذ جامعي ألماني، ولد في 7 يونيو 1828 في هافلبرغ في ألمانيا، وتوفي في 11 نوفمبر 1918 في برلين في ألمانيا.